# Asador Etxebarri
Asador Etxebarri és un restaurant basc ubicat a Atxondo, al País Basc, escollit com el tercer millor restaurant del món el 2019 per la revista britànica The Restaurant Magazine.
L'Asador Etxebarri és atès pel xef Bittor Arginzoniz, reconegut l'any 2016 amb el Premi Nacional de Gastronomia. Arginzoniz va néixer a la localitat d'Axpe Achondo i va treballar en una fàbrica de banderes durant molts anys abans d'inaugurar el restaurant el 1991.
La graella va ser ubicada a la tercera posició de la llista dels 50 millors restauants del món el 2019 i a la sisena posició el 2015. El restaurant ofereix diversos tipus de carns vermelles, peixos, mariscs i postres, i una àmplia carta de vins.